# Obuzoene Nsenu
Obuzoene Nsenu (née le 5 mars 1958) est une athlète nigériane, spécialiste du sprint. 

## Biographie
Elle remporte la médaille d'or du 100 m lors des championnats d'Afrique 1979, à Dakar au Sénégal, dans le temps de 11 s 53.
Son record personnel est de 11 s 52, établi en 1979 à Nice.

### Palmarès
| Date | Compétition            | Lieu  | Résultat | Épreuve   | Performance |
| ---- | ---------------------- | ----- | -------- | --------- | ----------- |
| 1979 | Championnats d'Afrique | Dakar | 1re      | 100 m     | 11 s 53     |
| 1979 | Championnats d'Afrique | Dakar | 2e       | 4 x 100 m | 46 s 45     |

### Records
| Épreuve | Performance | Lieu | Date         |
| ------- | ----------- | ---- | ------------ |
| 100 m   | 11 s 52     | Nice | 19 août 1979 |